# 瓦莱丽·贝多
瓦莱丽·贝多（英語：Valerie Beddoe，1960年10月15日—），旧姓麦克法兰（McFarlane），澳大利亚女子跳水运动员。她曾代表澳大利亚参加1978年、1982年和1986年英联邦运动会跳水比赛，获得一枚金牌、二枚银牌和一枚铜牌。